# Cooper Car Company
Cooper var en brittisk formelbiltillverkare med ett formel 1-stall som tävlade första gången 1953. Coopers bilar hade dock varit med redan 1950 då formel 1 drog igång.

## Historik

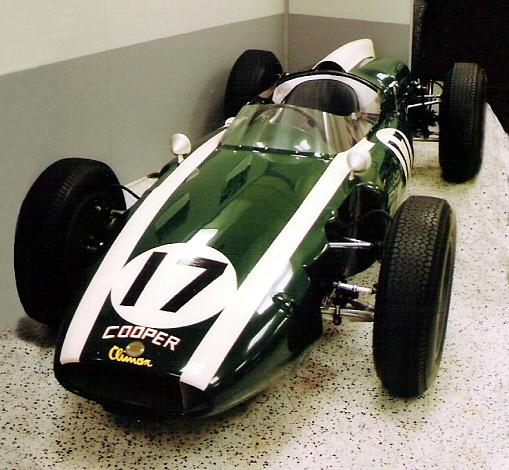
Cooper T53 Climax, målad i british racing green och med motorn bakom föraren.

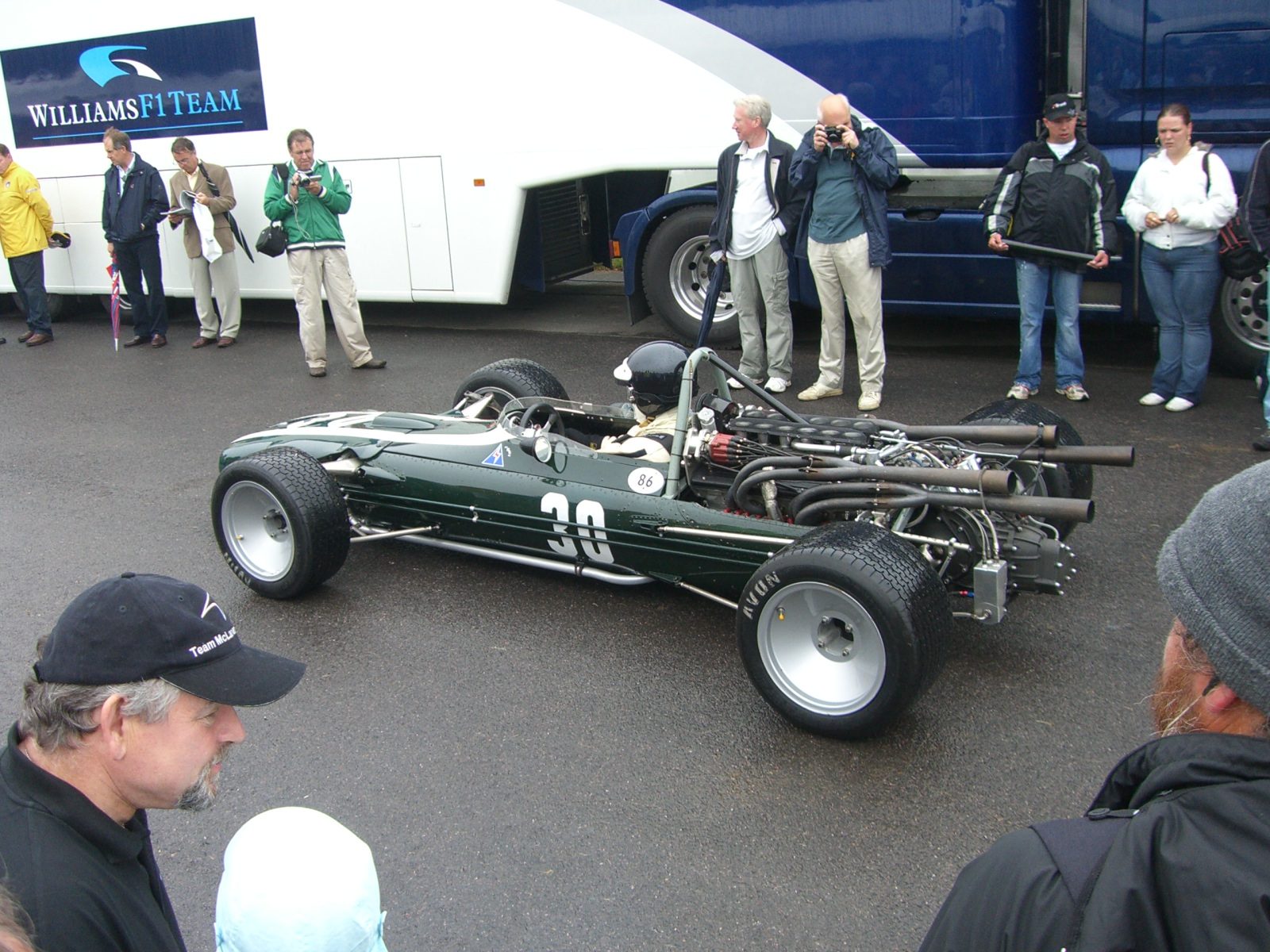
Jochen Rindts Cooper-Maserati T86.

Biltillverkaren Cooper startade 1947 av Charles och John Cooper (far och son) och deras racingbilar användes av ett stort antal stall under åren 1950-1969. Ett av dessa var det egna Cooper-stallet som var aktivt under åren 1953-1968.
Cooper har också levererat bilar till andra formel 1-stall.
Harry Schell i Horschell Racing Corporation startade med en Cooper-Jap i Monaco 1950. Det blev bara ett lopp det året. Ett lopp som bröts. Vic Elford, som körde för Antique Automobiles/Colin Crabbe Racing i en Cooper-Maserati 1969, var den siste som deltog i ett formel 1-lopp med en bil från Cooper.
Cooper var innovativa när de skapade sina racingbilar, bland annat genom att vara de första som efter andra världskriget placerade motorn bakom föraren (före kriget hade Auto Union gjort detsamma och även de hade haft framgång med konstruktionen). 1959 var Jack Brabham den förste som blev formel 1-världsmästare i en bil med motorn bak och sedan dess har samtliga världsmästare haft samma grundkonstruktion i sina bilar.
John Cooper var också den som låg bakom den sportigare version av Mini som fick namnet Mini Cooper och nådde framgångar i flera biltävlingar under 1960-talet, inklusive vinst i Monte Carlo-rallyt 1964, 1965 och 1967. Än idag används modellnamnet Cooper för sportigare varianter av Mini.

## F1-säsonger
| Säsong | Tävlingsnamn                 | Bil                                | Motor                                           | Däck | Poäng | VM-plac. | Förare 1      | Förare 2        | Övriga förare                                                      |
| ------ | ---------------------------- | ---------------------------------- | ----------------------------------------------- | ---- | ----- | -------- | ------------- | --------------- | ------------------------------------------------------------------ |
| 1953   | Cooper Car Co                | Cooper T20 Cooper T23 Cooper T24   | Bristol 2.0 L6 Bristol 2.0 L6 Alta 1.5 Alta 1.5 | -    | 0     | -        | Stirling Moss |                 | John Barber Alan Brown Adolfo Schwelm Cruz                         |
| 1955   | Cooper Car Co                | Cooper T40                         | Bristol 2.0 L6                                  |      | 0     | -        | Jack Brabham  |                 |                                                                    |
| 1957   | Cooper Car Co                | Cooper T43                         | Climax 2.0 L4                                   | -    | 2     | -        | Roy Salvadoni | Jack Brabham    | Les Leston Mike MacDowel                                           |
| 1958   | Cooper Car Co                | Cooper T45                         | Climax 2.0 L4 Climax 2.2 L4                     | -    | 31    | 3:a      | Roy Salvadori | Jack Brabham    | Ian Burgess Jack Fairman Bruce McLaren                             |
| 1959   | Cooper Car Co                | Cooper T51                         | Climax 2.2 L4 Climax 2.5 L4                     | D    | 40    | 1:a      | Jack Brabham  | Bruce McLaren   | Masten Gregory Giorgio Scarlatti                                   |
| 1960   | Cooper Car Co                | Cooper T45 Cooper T51 Cooper T53   | Climax 2.5 L4                                   | D    | 48    | 1:a      | Jack Brabham  | Bruce McLaren   | Chuck Daigh Ron Flockhart                                          |
| 1960   | Scuderia Centro Sud          | Cooper T51                         | Maserati 2.5 L4                                 | -    | 3     | 7:a      | -             | -               | -                                                                  |
| 1960   | Scuderia Eugenio Castellotti | Cooper T51                         | Castellotti 2.5 L4                              | -    | 3     | 7:a      | -             | -               | -                                                                  |
| 1961   | Cooper Car Co                | Cooper T55 Cooper T58              | Climax 1.5 L4 Climax 1.5 V8                     | D    | 14    | 4:a      | Jack Brabham  | Bruce McLaren   |                                                                    |
| 1962   | Cooper Car Co                | Cooper T60                         | Climax 1.5 V8                                   | D    | 29    | 3:a      | Bruce McLaren | Tony Maggs      | Tim Mayer                                                          |
| 1963   | Cooper Car Co                | Cooper T66                         | Climax 1.5 V8                                   | D    | 25    | 5:a      | Bruce McLaren | Tony Maggs      |                                                                    |
| 1964   | Cooper Car Co                | Cooper T66 Cooper T73              | Climax 1.5 V8                                   | D    | 16    | 5:a      | Bruce McLaren | Phil Hill       | John Love                                                          |
| 1965   | Cooper Car Co                | Cooper T73 Cooper T77              | Climax 1.5 V8                                   | -    | 14    | 5:a      | Bruce McLaren | Jochen Rindt    |                                                                    |
| 1966   | Cooper Car Co                | Cooper T81                         | Maserati 3.0 V12                                | D/F  | 30    | 3:a      | John Surtees  | Jochen Rindt    | Chris Amon Richie Ginther Moisés Solana                            |
| 1967   | Cooper Car Co                | Cooper T81 Cooper T81B             | Maserati 3.0 V12                                | F    | 28    | 3:a      | Jochen Rindt  | Pedro Rodríguez | Richard Attwood Jacky Ickx Alan Rees                               |
| 1967   | John Love                    | Cooper T79                         | Climax 2.8 L4                                   | D    | 6     | 9:a      | -             | -               | -                                                                  |
| 1968   | Cooper Car Co                | Cooper T81B Cooper T86 Cooper T86B | Maserati 3.0 V12 Maserati 3.0 V12 BRM 3.0 V12   | F/G  | 14    | 7:a      | Vic Elford    | Lucien Bianchi  | Brian Redman Ludovico Scarfiotti Johnny Servoz-Gavin Robin Widdows |

| 1. Monaco 1959 2. Storbritannien 1959 3. USA 1959 4. Argentina 1960 5. Nederländerna 1960 6. Belgien 1960 7. Frankrike 1960 8. Storbritannien 1960 9. Portugal 1960 10. Monaco 1962 11. Mexiko 1966 12. Sydafrika 1967 |

| 1. Storbritannien 1959 2. Belgien 1960 3. Frankrike 1960 4. Storbritannien 1960 5. USA 1961 6. Mexiko 1966 |

| 1. Monaco 1959 2. Storbritannien 1959 3. Monaco 1960 4. Belgien 1960 5. Frankrike 1960 6. USA 1960 7. USA 1961 8. Nederländerna 1962 9. Tyskland 1966 10. USA 1966 |

## Andra stall
| Stall                                   | Säsong | Konstruktör         | Antal lopp | Poäng |
| --------------------------------------- | ------ | ------------------- | ---------- | ----- |
| Ace Garage-Rotherham                    | 1959   | Cooper-Climax       | 1          |       |
| Alan Brown                              | 1959   | Cooper-Climax       | 1          |       |
| André Guelfi                            | 1958   | Cooper-Climax       | 1          |       |
| Anglo-American Equipe                   | 1962   | Aiden-Cooper-Climax | 3          |       |
| Antique Automobiles/Colin Crabbe Racing | 1969   | Cooper-Maserati     | 1          |       |
| Archie Bryde                            | 1952   | Cooper-Bristol      | 2          |       |
| Arthur Owen                             | 1960   | Cooper-Climax       | 1          |       |
| Atlantic Stable                         | 1953   | Cooper-Alta         | 1          |       |
| Autosport Team Wolfgang Seidel          | 1960   | Cooper-Climax       | 1          |       |
| Bernard Collomb                         | 1961   | Cooper-Climax       | 2          |       |
| Bernard Collomb                         | 1962   | Cooper-Climax       | 1          |       |
| Bob Gerard                              | 1953   | Cooper-Bristol      | 2          |       |
| Bob Gerard                              | 1954   | Cooper-Bristol      | 1          |       |
| Bob Gerard                              | 1956   | Cooper-Bristol      | 1          |       |
| Bob Gerard                              | 1957   | Cooper-Bristol      | 1          |       |
| Bob Gerard                              | 1964   | Cooper-Ford         | 1          |       |
| Bob Gerard                              | 1965   | Cooper-Climax       | 1          |       |
| Bob Gerard                              | 1965   | Cooper-Ford         | 1          |       |
| BRP                                     | 1958   | Cooper-Climax       | 1          |       |
| BRP                                     | 1959   | Cooper-Climax       | 1          |       |
| BRP                                     | 1959   | Cooper-Borgward     | 2          |       |
| C T Atkins                              | 1960   | Cooper-Climax       | 1          |       |
| Camoradi                                | 1961   | Cooper-Climax       | 6          |       |
| Charles Vögele Racing                   | 1967   | Cooper-ATS          | 1          |       |
| Dick Gibson                             | 1957   | Cooper-Climax       | 1          |       |
| Dick Gibson                             | 1958   | Cooper-Climax       | 1          |       |
| Dick Gibson                             | 1960   | Cooper-Climax       | 1          |       |
| Ecurie Bleue                            | 1959   | Cooper-Climax       | 1          |       |
| Ecurie Bleue                            | 1959   | Cooper-Climax       | 1          |       |
| Ecurie Ecosse                           | 1952   | Cooper-Bristol      | 1          |       |
| Ecurie Ecosse                           | 1953   | Cooper-Bristol      | 1          |       |
| Ecurie Eperon d'Or                      | 1958   | Cooper-Climax       | 1          |       |
| Ecurie Galloise                         | 1962   | Cooper-Climax       | 4          |       |
| Ecurie Maarsbergen                      | 1960   | Cooper-Climax       | 1          |       |
| Ecurie Richmond                         | 1952   | Cooper-Bristol      | 4          |       |
| Ecurie Richmond                         | 1954   | Cooper-Bristol      | 1          |       |
| ENB                                     | 1959   | Cooper-Climax       | 2          |       |
| ENB                                     | 1960   | Cooper-Climax       | 1          |       |
| Equipe Anglaise                         | 1953   | Cooper-Bristol      | 3          |       |
| Fabre Urbain                            | 1964   | Cooper-Climax       | 1          |       |
| Frank Dochnal                           | 1963   | Cooper-Climax       | 1          |       |
| Frazer-Nash                             | 1952   | Cooper-Bristol      | 1          |       |
| Fred Armbruster                         | 1960   | Cooper-Ferrari      | 1          |       |
| Fred Tuck Cars                          | 1960   | Cooper-Climax       | 3          |       |
| Fred Tuck Cars                          | 1961   | Cooper-Climax       | 1          |       |
| Gilby Engineering                       | 1959   | Cooper-Climax       | 1          |       |
| Gilby Engineering                       | 1960   | Cooper-Maserati     | 1          |       |
| Gould's Garage                          | 1954   | Cooper-Bristol      | 1          |       |
| H&L Motors                              | 1961   | Cooper-Climax       | 5          |       |
| Hap Sharp                               | 1961   | Cooper-Climax       | 1          |       |
| Hap Sharp                               | 1962   | Cooper-Climax       | 1          |       |
| High Efficiency Motors                  | 1958   | Cooper-Climax       | 1          |       |
| High Efficiency Motors                  | 1959   | Cooper-Maserati     | 4          |       |
| High Efficiency Motors                  | 1959   | Cooper-Climax       | 1          |       |
| High Efficiency Motors                  | 1960   | Cooper-Climax       | 2          |       |
| Horschell Racing Corporation            | 1950   | Cooper-JAP          | 1          |       |
| J A Pearce Engineering                  | 1966   | Cooper-Ferrari      | 2          |       |
| JBW                                     | 1957   | Cooper-Climax       | 1          |       |
| JBW                                     | 1958   | Cooper-Climax       | 1          |       |
| Jean Lucienbonnet                       | 1959   | Cooper-Climax       | 1          |       |
| Jo Bonnier                              | 1966   | Cooper-Maserati     | 7          |       |
| Jo Bonnier                              | 1966   | Cooper-ATS          | 1          |       |
| Jo Bonnier                              | 1967   | Cooper-Maserati     | 8          |       |
| Jo Bonnier                              | 1968   | Cooper-Maserati     | 1          |       |
| John Love                               | 1962   | Cooper-Climax       | 1          |       |
| John Love                               | 1963   | Cooper-Climax       | 1          |       |
| John Love                               | 1965   | Cooper-Climax       | 1          |       |
| John Love                               | 1967   | Cooper-Climax       | 1          | 6     |
| John Love                               | 1968   | Cooper-Climax       | 1          |       |
| John M Wyatt III                        | 1961   | Cooper-Climax       | 1          |       |
| Ken Wharton                             | 1953   | Cooper-Bristol      | 5          |       |
| Leslie Hawthorn                         | 1952   | Cooper-Bristol      | 4          | 10    |
| Ligier                                  | 1966   | Cooper-Maserati     | 6          |       |
| Ligier                                  | 1967   | Cooper-Maserati     | 2          |       |
| Mike Harris                             | 1962   | Cooper-Alfa Romeo   | 1          |       |
| Momo Corporation                        | 1961   | Cooper-Climax       | 1          |       |
| OSCA                                    | 1959   | Cooper-OSCA         | 1          |       |
| Pescara Racing Club                     | 1961   | Cooper-Maserati     | 1          |       |
| Peter Whitehead                         | 1954   | Cooper-Alta         | 1          |       |
| R J Chase                               | 1953   | Cooper-Bristol      | 1          |       |
| R J Chase                               | 1954   | Cooper-Bristol      | 1          |       |
| R R C Walker Racing Team                | 1957   | Cooper-Climax       | 2          |       |
| R R C Walker Racing Team                | 1958   | Cooper-Climax       | 8          | 16    |
| R R C Walker Racing Team                | 1959   | Cooper-Climax       | 8          | 19    |
| R R C Walker Racing Team                | 1960   | Cooper-Climax       | 1          |       |
| R R C Walker Racing Team                | 1961   | Cooper-Climax       | 1          |       |
| R R C Walker Racing Team                | 1963   | Cooper-Climax       | 10         | 3     |
| R R C Walker Racing Team                | 1964   | Cooper-Climax       | 2          | 2     |
| R R C Walker Racing Team                | 1966   | Cooper-Maserati     | 7          |       |
| R R C Walker Racing Team                | 1967   | Cooper-Maserati     | 11         | 6     |
| R R C Walker Racing Team                | 1968   | Cooper-Maserati     | 1          |       |
| Reg Parnell Racing                      | 1959   | Cooper-Climax       | 1          |       |
| Reg Parnell Racing                      | 1960   | Cooper-Climax       | 7          |       |
| Reg Parnell Racing                      | 1961   | Cooper-Climax       | 8          | 4     |
| Ridgeway Management                     | 1957   | Cooper-Climax       | 1          |       |
| Robert La Caze                          | 1958   | Cooper-Climax       | 1          |       |
| Rodney Nuckey                           | 1953   | Cooper-Bristol      | 1          |       |
| Scuderia Centro Sud                     | 1959   | Cooper-Maserati     | 5          |       |
| Scuderia Centro Sud                     | 1960   | Cooper-Maserati     | 8          | 3     |
| Scuderia Centro Sud                     | 1961   | Cooper-Maserati     | 4          |       |
| Scuderia Centro Sud                     | 1963   | Cooper-Maserati     | 1          |       |
| Scuderia Centro Sud                     | 1963   | Cooper-Climax       | 2          |       |
| Scuderia Colonia                        | 1960   | Cooper-Climax       | 1          |       |
| Scuderia Eugenio Castellotti            | 1960   | Cooper-Castellotti  | 4          |       |
| Scuderia Lupini                         | 1963   | Cooper-Maserati     | 1          |       |
| Scuderia Serenissima                    | 1961   | Cooper-Maserati     | 5          |       |
| Taylor-Crawley Racing Team              | 1959   | Cooper-Climax       | 1          |       |
| Tom Jones                               | 1967   | Cooper-Climax       | 1          |       |
| Tony Crook                              | 1953   | Cooper-Bristol      | 1          |       |
| Tony Marsh                              | 1958   | Cooper-Climax       | 1          |       |
| Trevor Blokdyk                          | 1965   | Cooper-Ford         | 1          |       |
| United Racing Stable                    | 1959   | Cooper-Climax       | 1          |       |